# タイムマシン (優里の曲)
「タイムマシン」は、日本のシンガーソングライター・優里の楽曲。メジャー10作目の配信限定シングルとして2022年7月12日にリリースされた。
「シャッター」に続き、優里の2曲目のセルフ・カバー曲。7月7日七夕の日からiTunesでプリオーダーがスタートした。「タイムマシン」は、優里と、優里の楽曲の編曲を担当しているCHIMERAZがそれぞれ制作した別々の楽曲を、優里ちゃんねるメンバーでもある新進気鋭のアーティストBAKが歌い、どちらの楽曲が多く再生されるか？！という、"優里ちゃんねる【公式】"の楽曲対決企画から誕生した楽曲で、ツアーでは優里自身がセルフ・カバーし、ファンの間でもリリースが待ち望まれていた人気曲。。